# Acronia strasseni
Acronia strasseni là một loài bọ cánh cứng trong họ Cerambycidae.